# Prix international du manga
Le Prix international du manga (国際漫画賞, Kokusai manga shō) est une remise de prix organisée par le Ministère japonais des Affaires étrangères et récompensant une fois par an trois auteurs étrangers de bande-dessinée (manga).

## Création
Le prix est créé le 22 mai 2007 par le ministre japonais de Affaires Étrangères Tarō Asō, après avoir proposé l'idée l'année précédente durant une visite dans le quartier d'Akihabara, connu pour être un lieu fortement fréquenté par les otakus. Le prix international du manga est remis tous les ans, initialement en juillet-aout, puis en décembre-janvier pour l'année écoulée. Les gagnants reçoivent un voyage de dix jours au Japon durant lequel ils auront l'occasion de rencontrer des auteurs et des éditeurs de manga.
Pour la première édition du prix, les mangakas Machiko Satonaka, Takashi Yanase et Tetsuya Chiba se sont réunis avec un groupe d'anciens rédacteurs en chef des plus grandes maisons d'éditions de manga le 22 juin pour sélectionner les vainqueurs, qui ont reçu leurs prix lors d'une cérémonie à Tokyo le 2 juillet 2007.

## Palmarès

### 2007
Sur 146 œuvres participantes, 19 (représentant 12 pays différents) faisaient partie de la sélection finale. Les quatre œuvres récompensées sont, :
- Prix international du manga :
  - Lee Chi Ching (Chine) pour L'Art de la guerre.
- Prix d'encouragement :
  - Kai (Chine) pour 1520
  - Benny Wong Thong Hou (Malaisie) pour Le.Gardenie
  - Madeleine Rosca (Australie) pour Hollow Fields

### 2008
Sur 368 œuvres participantes, 12 faisaient partie de la sélection finale. Les quatre œuvres récompensées sont :
- Prix international du manga :
  - Lau Wan Kit (Chine) pour Feel 100%
- Prix d'encouragement :
  - Yin Chuan (Chine) pour Elapse
  - Chezhina Svetlana Igorevna (Russie) pour Portrait
  - Alice Picard (France) pour Okhéania 1

### 2009
Un total de 333 œuvres ont participé à la sélection. Les quatre œuvres récompensées sont, :
- Prix international du manga :
  - Jakraphan Huaypetch (Thaïlande) pour Super Dunker
- Prix d'excellence :
  - Huang Jia Wei (Chine) et Jean-David Morvan (France) pour Zaya
  - Éric Corbeyran et Melvil (France) pour Natty
  - Kim Jea-eon (Corée du Sud) pour Running on Empty
- Prix spécial :
  - Frederik L. Schodt (en) (traducteur, interprète et écrivain américain[8]) pour sa « contribution à la promotion, à la diffusion et à la popularisation des mangas japonais »

Jury : Machiko Satonaka (présidente), Monkey Punch, Takao Yaguchi, Yoriaki Yakubo, Teruo Miyahara

### 2011
Parmi les 189 œuvres sélectionnées, les gagnants sont, :
- Prix international du manga :
  - Xiao Bai (Chine) pour Si loin et si proche… (Belgique)
- Prix d'excellence :
  - Olivier Martin et Sylvain Runberg (France) pour Face cachée
  - Enrique Fernández (Espagne) pour La Isla sin Sonrisa
  - Verachai Duangpla (Thaïlande) pour The Story begins with…

Jury : Machiko Satonaka (présidente), Monkey Punch, Takao Yaguchi, Yoriaki Yakubo, Hiroyuki Yoshitome

### 2012
- Prix international du manga :
  - José M. Ken Niimura (Espagne) pour Je tue des géants. Ken Niimura, mangaka espagnol primé par le Japon

### 2021[11]
- Médaille d'or
  - Jours de Sable de Aimée de Jongh（Pays-Bas）
- Médaille d'argent 
  - Moonchosen de Nataliia Rerekina（Ukraine), auteur d'origine Gilbert Brissen（Ukraine）
  - Malgré tout de Jordi Lafebre（Espagne）
  - CliniClowns: last goodbye de 顆粒 Cory (Taiwan), auteur d'origine 逢時（Taiwan）
- Médaille de bronze

### 2022[12]
- Médaille d'or
  - In summer de seong ryul（Corée du Sud）
- Médaille d'argent 
  - Lost Letters de Jim Bishop（France）
  - See You In Memories de PEN SO（Hong Kong）
  - Sea You There and Us de Xīngqíyīhuíshōurì Monday Recover（Taiwan), auteur d'origine CHEN,CHIAO JUNG（Taiwan）
- Médaille de bronze
  - The Justice de Lai Kai（Taiwan）
  - Swordsman Cat in Edo : The Twelve Lives Oiran de Yeh Yu Tung（Taiwan）
  - Used kimono Store. de Angry Albatros（Katarina Kratochvílová）
  - Strong man servant de Mao Seng（Chine), auteur d'origine Ru Lu Mu Xi （Chine）
  - Mysterious Antique World de Sengsanlaoyu（Chine）
  - Selective Yellow de TalessaK（Brésil), Ricardo Tayra（Brésil)
  - Rain In A Moon Night de Hoang Tuong Vy（Viet Nam）
  - Korokke and The spirit beneath the mountain de Jonatan Cantero（Espagne), auteur d'origine Josep Busquet（Espagne）
  - Records of the Su Mang de Wang Biao（Chine）
  - Sinawang de Dedy Koerniawan（Indonesie）
  - Reward de Okagawa Kenji（Brésil）

### 2023[13]
- Médaille d'or
  - Wind Chaser Under the Blue Sky de Chien Jason（Taïwan)
- Médaille d'argent 
  - Chronos Express de Bonnie Pang（Hong Kong）
  - The dancing universe de Nachi（Vietnam）
  - Just Friends de Ana Oncina（Espagne）
- Médaille de bronze
  - Limbo de Ana C. Sánchez（Espagne）
  - 207th bone de Lin I-Chen（Taïwan）
  - Before Becoming the Buddha de ADISAK DAS PONGSAMPAN（Thaïlande）
  - Girypto Nomad 77: Underground Assaultt de Lam Quek Chung @ Leoz（Malaisie), auteur d'origine Lee Kok Chen @ Tadatada（Malaysia）
  - Father of the Nation Bangabandhu de Mahbube Elahi Chowdhury（Bangladesh）
  - Lautaro de Claudio Muñoz（Chili), auteur d'origine Francisco Inostroza（Chili) et Felipe Benavides（Chili）
  - As We Get Closer To The Sun de Lu Jingyan（Chine）
  - Go On!! Tan Jiu's Short Manga Stories Collection de Tan Jiu（Chine）
  - Tomoe's Memories of Koumeya vol.2 de Shimizu（Taïwan), auteur d'origine Sanshokubou Haku（Taïwan）
  - THE END OF THE WORLD de A Dong（Chine）